# Erich Campe
Erich Campe, född 1 februari 1912 i Berlin, död 5 maj 1977, var en tysk boxare.
Campe blev olympisk silvermedaljör i weltervikt i boxning vid sommarspelen 1932 i Los Angeles.